# إكسيتير (كاليفورنيا)
إكسيتير (بالإنجليزية: Exeter)‏ هي إحدى مدن مقاطعة تولير. تم إعطاءها لقب مدينة في 2 مارس، 1911.

## أعلام
- باميلا والاس
- براد ميلز
- رون روبنسون